# 蘇洞門
蘇洞門（そとも）は、福井県小浜市の内外海半島にある、日本海に面した海岸景勝地。全長は6キロメートルに及び、一帯には洞門、瀑布、断崖が見られる。1934年（昭和9年）に「若狭蘇洞門」という名称で国の名勝に指定された。1955年（昭和30年）に指定された若狭湾国定公園に含まれる。

## 概要
花崗岩の柱状節理が主に波に侵食されて形成されたものである。海蝕洞の大門（おおもん）、小門（こもん）を初め、夫婦亀岩、獅子岩、唐船島などの見所があり、遊覧船が運航されている。

## 名称
古くは「外面」あるいは「背面」と書いて「そとも」と呼ばれていた。これは、一帯の海岸が小浜湾外に面していたためである。
「蘇洞門」という表記は江戸時代の文献から見られるが、そのように表記するようになったいきさつは不明。

## 名所
- 松が崎
- こうもり穴
- 鎌の腰
- 地獄門
- 唐船島
- あみかけ岩
- 碁石浜
- 夫婦亀岩
- 白糸の滝
- 百畳敷
- 大門小門
- 吹雪の滝
- 千畳敷

## アクセス
- JR小浜線・小浜駅から小浜新港までバスまたは徒歩で20分。
- 小浜漁港の若狭フィッシャーマンズ・ワーフ前から遊覧船が周航している。

## その他
- 高岡早紀の写真集のロケ地である。
- 2015年3月30日、アメリカのニュース専門放送局・CNNのウェブ特集にて発表された「日本の最も美しい場所31選（Japan’s 31 most beautiful places）」[2]の一つに選ばれた。